# Amfiteatre de Segòbriga
L'amfiteatre de Segòbriga fou construït a la ciutat romana de Segòbriga, conquerida el segle ii aC i que en temps d'August, al voltant del 12 aC, deixà de ser una ciutat estipendària que pagava tributs a Roma i es convertí en municipium. La ciutat formà part de la capital de la província romana de Tarraconense i avui dia les restes es troben a la població de Saelices, a la província de Conca, a l'estat espanyol. Com a part de la zona arqueològica de Segóbriga, es Bé d'interès cultural.

## Història
L'amfiteatre fou construït entre el segle i i II i està just davant del teatre i era l'edifici més gran dels que es construïren a la ciutat de Segòbriga.
Aquest edifici estava destinat a les lluites entre gladiadors, entre bèsties o entre homes i bèsties, les denominades venationes. La seva bona conservació, parcialment malmesa per l'expoli d'algunes peces de granit i marbres i altres materials que van extreure-se'n per a la construcció del convent i la fortalesa d'Uclés, es deu que durant segles les restes van fer-se servir com a magatzem i corral de bestiar.

## Característiques arquitectòniques
Aquest amfiteatre tenia capacitat per acollir al voltant de 5.500 espectadors. Té forma el·líptica irregular, amb una llargada de 75 m, l'arena, de 40x34 m, està limitada amb les grades mitjançant un pòdium.